# چهارم بزرگ و پنجم کوچک
چهارم بزرگ و پنجم کوچک (انگلیسی: Major fourth and minor fifth) در تئوری موسیقی فاصله چهارم بزرگ و پنجم کوچک، مقیاسی از ربع پرده بین فاصله چهارم افزوده و پنجم کاسته است.
|          | چهارم درست | چهارم بزرگ | افزوده / کاسته  | پنجم کوچک  | پنجم درست |
| -------- | ---------- | ---------- | --------------- | ---------- | --------- |
| از نت دو | فا         | فا نیم دیز | فا دیز / سل بمل | سل نیم بمل | سل        |
| اختصار   | F          | F≊         | ♭F♯/G           | G≊         | G         |

## چهارم بزرگ
چهارم بزرگ فاصله ای بین چهارم درست (۵۰۰ سنت) و چهارم افزوده (۶۰۰ سنت) است. در نتیجه چهارم بزرگ بر اساس کوک اعتدال مساوی، برابر با (۵۵۰ سنت) است.
مثال از نت دو: دو تا فا (چهارم درست)، دو تا «فا نیم دیز» (چهارم بزرگ) دو تا فا دیز (چهارم افزوده)

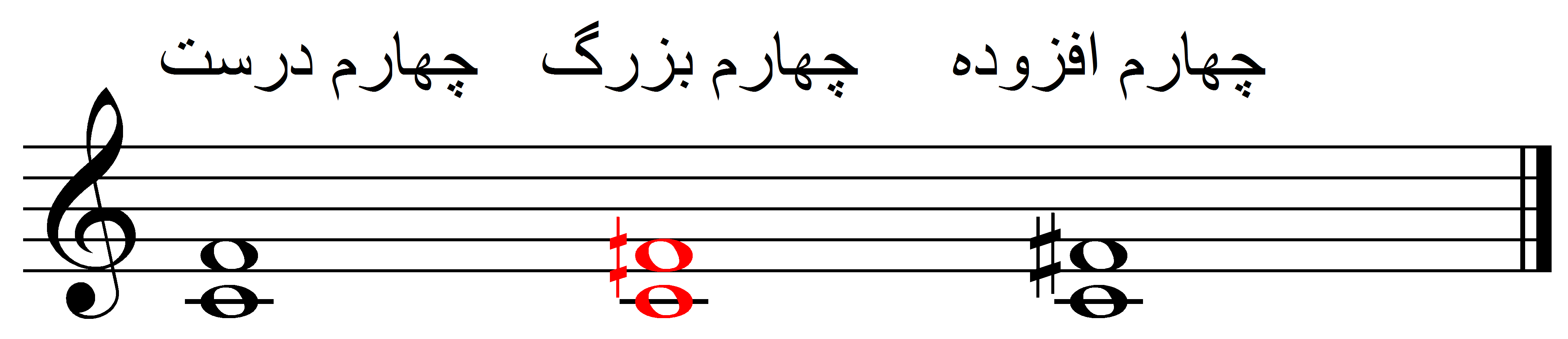
مثال از فاصله چهارم بزرگ

## پنجم کوچک
پنجم کوچک فاصله ای بین پنجم درست (۷۰۰ سنت) و پنجم کاسته (۶۰۰ سنت) است. در نتیجه پنجم کوچک بر اساس کوک اعتدال مساوی، برابر با (۶۵۰ سنت) است.
مثال از نت دو: دو تا سل (پنجم درست)، دو تا «سل نیم بمل» (پنجم کوچک) دو تا سل بمل (پنجم کاسته)

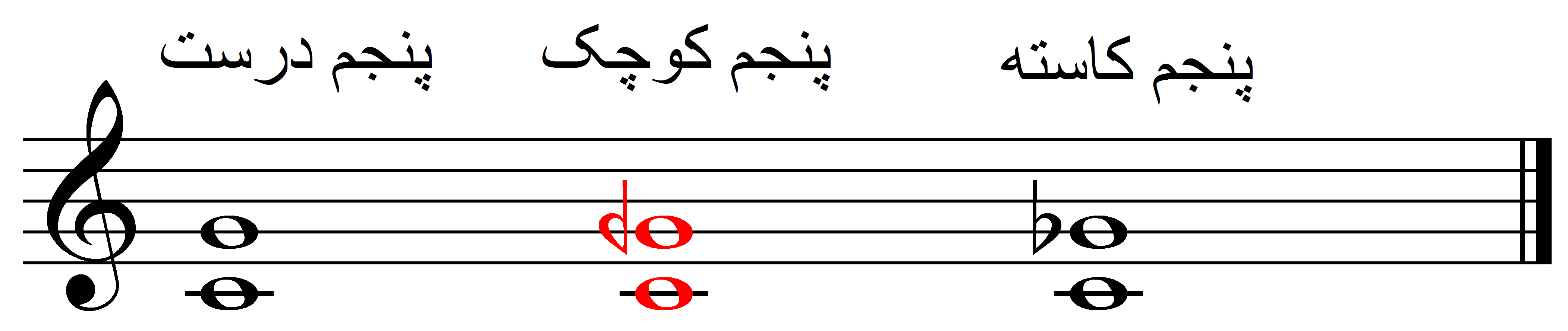
مثال از فاصله پنجم کوچک